# Гребля Боябат
Гребля Боябат (тур. Boyabat Barajı) — бетонна гравітаційна гребля на річці Кизил-Ірмак на межі провінцій Сіноп і Самсун Туреччина. Знаходиться за 8 км до південного заходу від Дурагана і за 24 км на північний схід від Боябату. Будівництво розпочалося в 2008 році, гребля та електростанція були завершені в грудні 2012 року. Провідною метою будівництва цієї греблі було виробництво електроенергії. Гребля електростанції має встановлену потужність 513 МВт.
Гребля Боябат побудована у крутій ущелині гір Ілгаз, бетонна гравітаційна гребля 195 м заввишки та 262 м завдовжки. Пасмо греблі має 10 м завширшки, об'єм греблі — 2,300,000 м³. Водосховище має площу 65.4 км² та завдовжки 60 км, загальний об'єм — 3,557,000,000 м³, корисний об'єм — 1,410,000,000 м³. Сточище водосховища — 64,724 км².
Кошторисна вартість будівництва — 1,2 млрд доларів США

## Ресурси Інтернету
- Boyabat Dam and HEPP [Архівовано 21 травня 2016 у Wayback Machine.] aufgerufen am 20. Dezember 2011
- buildingsitemanagers: Boyabat Dam[недоступне посилання з травня 2019] aufgerufen am 20. Dezember 2011